# Apolinar Jaén
Apolinar Jaén fue uno de los partícipes de la revolución del 16 de julio en La Paz.

## Biografía

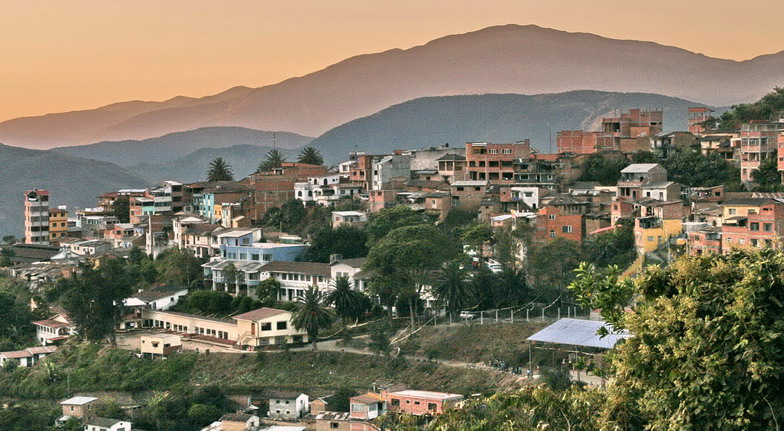
Coroico.

Nació en Oruro en el año 1776. Con su esposa María Carmen Rodríguez se radicó en 1806 en el pueblo de Coroico, dedicándose al comercio de coca.
Tras la Revolución de Chuquisaca del 25 de mayo de 1809 se produjo el levantamiento en la ciudad de La Paz, por el que Jaén tomó decidido partido, influenciado por los hermanos Manuel Victorio García Lanza y Gregorio García Lanza, naturales de Coroico, y por los principales líderes de la revuelta.
Jaén intentó promover la causa revolucionaria en los pueblos de Yungas, para lo cual salió de Coroico el 24 de octubre de 1809 hacia Chulumani al mando de una división de cincuenta milicianos armados y dos mil indios conducidos por el protector de naturales Francisco Pozo, a los que se sumaron numerosos esclavos de las haciendas de la zona. En Chicaloma fueron vencidos por lo que el 26 de octubre se retiró a Chulumani y de allí a Coroico.
Tras la dispersión de las tropas rebeldes el 25 de octubre en los Altos de Chacaltaya a manos del José Manuel de Goyeneche, las fuerzas sobrevivientes al mando de José Gabriel Castro y Juan Bautista Sagárnaga se retiraron al oeste, hacia los Yungas. Castro se ubicó en Coroico y junto con Jaén ambos escribieron cartas y sostuvieron luego reuniones con Gregorio Lanza para que apoyara a su hermano que actuaba como comandante general en el Partido de Yungas y defendiese hasta el fin la causa. 
Jaén pasó a Pacollo para reforzar las trincheras dispuestas en el pueblo. Goyeneche mandó contra Yungas una fuerte división al mando del coronel Domingo Tristán y el 11 de noviembre de 1809 se produjo el combate de Irupana, en el que los patriotas fueron vencidos. Jaén volvió con el cura Pedro Escobar y algunos soldados a Pacollo para rendirse. 
Fue conducido a La Paz donde llegó en la tarde del 27 de noviembre. El comisionado regidor José Mariano Castro recibió su confesión el 10 de enero de 1810. Fue condenado a muerte y ejecutado el 29 de enero de 1810. Sus restos fueron sepultados en el atrio del templo de San Francisco. Su cabeza fue enviada a Coroico para ser colocada en la plaza.